# 朋黨
朋黨，在東亞歷史上泛指士大夫結成利益集團，這些利益集團之間的鬥爭稱為黨爭。在現代政治中，黨爭可解讀為黨派之間的鬥爭，常見於議會政治。

## 中國
中國歷代幾個巨型的黨爭如唐朝的，影響層面都很廣，常為反對而反對，淪為意氣之爭，唐文宗曾有“去河北賊易，去朝廷朋黨難”之嘆。
朋黨在中國歷史形成年代久遠，《戰國策·趙策二》記載：“臣聞明王絶疑去讒，屏流言之跡，塞朋黨之門。”但朋黨以東漢、中唐、北宋、晚明為劇，最終形成黨爭，為害數十年之久，乃至於亡國。《晋书·郤詵传》記載：“动则争竞，争竞则朋党，朋党则诬誷，诬誷则臧否失实，真伪相冒，主听用惑，姦之所会也。”歷代以來，朋党屡禁不止。東漢有黨錮之禍。唐自高祖建國開始，黨爭即不斷出現，早年有太子李建成集團和秦王李世民集團之爭。高宗朝，有長孫無忌、褚遂良與李義府、許敬宗之爭。中晚唐時，李德裕、李宗閔各有朋黨，牛李黨爭，唐文宗感慨：“去河北贼易，去朝廷朋党难。”
宋代朋党之风盛行，士大夫为計較個人的恩怨得失，成群結黨，相互攻訐，爭訟不休，所謂“宋朋党之祸，虽极于元祐、绍圣以后，而實濫觴於仁、英二朝。其開之者，則仁宗時范、呂之争”。北宋朝的新舊黨爭，呂夷簡曾使人对范仲淹说，“待制侍臣，非口舌之任”。范仲淹毫不示弱，聲稱，“論思，正侍臣职也”。最後范仲淹以“越職言事，薦引朋黨，離間君臣”而出知饒州（今江西波陽）。梁啟超说：“宋之朋黨，無所謂君子小人，純是士大夫各爭意氣以相傾軋”。
歐陽修在《朋黨論》稱“朋黨之說，自古有之，大凡君子與君子，以同道為朋；小人與小人，以同利為朋。”赵与时亦稱：“假紹述之説以脅持上下，立朋黨之论以禁錮忠良。”
明朝朋黨亦烈，明初洪武年間即有淮西與浙東之爭，如胡惟庸與劉伯溫，後來的朋黨之爭，與內閣制度的矛盾有密切關係。至天啟年間，爆發的東林黨爭几乎是东林党与全国朋党集团之争，是指明末東林黨與閹黨以及其他派别之間的鬥爭，“言事者益裁量执政，执政日与枝柱，水火薄射，讫于明亡。”
清朝初年的南北黨爭其實是東林黨爭的延伸。康熙四十年（1701年），康熙帝感慨地說：“朕聽政四十余年，觀爾諸臣保奏，皆各为其黨。爾等致位宰輔，皆有可否人才之責，朕凡咨訪人才，當以實對。”有作為的君王都會積極打擊朋黨，乾隆透過胡中藻案，以打击鄂尔泰朋黨。